# رومارینیو
روماریو ریکاردو سیلوا (پرتغالی: Romário Ricardo Silva؛ زادهٔ ۱۲ دسامبر ۱۹۹۰) که با نام رومارینیو (پرتغالی: Romarinho) شناخته می‌شود، بازیکن فوتبال اهل برزیل است که در پست مهاجم برای باشگاه ورزشی نئوم در لیگ دسته اول عربستان بازی می‌کند.
همچنین گلزنی او در برابر رئال مادرید در جام باشگاه های جهان ۲۰۱۷مقابل رئال مادر اسپانیا از لحظات به یاد ماندنی این ستاره فوتبال است.
وی تاکنون در تیم ملی برزیل بازی نکرده‌است. از باشگاه‌هایی که در آن بازی کرده می‌توان به هیو برانکو، کورینتیانس، الجیش، الجزیره و الاتحاد اشاره کرد.
افتخارات
کورینتیانس
- کوپا لیبرتادورس(۱): ۲۰۱۲
- جام باشگاه های جهان(۱): ۲۰۱۲
- ریکوپا سودامریکانو(۱): ۲۰۱۳
- جام پائولیستا برزیل(۱): ۲۰۱۳

الجیش
- جام ولیعهد قطر(۲): ۲۰۱۴ ، ۲۰۱۶

الاتحاد
- مقام سومی لیگ حرفه ای عربستان: ۲۰۲۰-۲۱

- نایب قهرمانی جام پادشاهی عربستان: ۲۰۱۹

- نایب قهرمانی سوپر کاپ عربستان: ۲۰۱۸